# オヤニラミ属
オヤニラミ属（Coreoperca）は、ケツギョ科に分類される属の一つ。東アジアに分布する淡水魚である。

## 種
以下の種が属する。
- コウライオヤニラミ Coreoperca herzi Herzenstein, 1896 -朝鮮半島固有種（宮崎県に移入）
- オヤニラミ Coreoperca kawamebari (Temminck & Schlegel, 1843) - 日本、朝鮮半島南端部
- Coreoperca liui L. Cao & X. F. Liang, 2013[3]中国中部
- ナンシオヤニラミ Coreoperca whiteheadi Boulenger, 1900 -中国南部・ベトナム

ヨウコウオヤニラミ Siniperca loona (H. W. Wu, 1939) はオヤニラミ属とされていたが、分子系統解析ではケツギョ属 (Siniperca) と近縁であるという結果が得られ、ケツギョ属に編入された。